# Parastygarctus renaudae
Parastygarctus renaudae är en djurart som tillhör fylumet trögkrypare, och som beskrevs av Grimaldi de Zio, D'Addabbo Gallo, Morone De Lucia och Daddabbo 1988. Parastygarctus renaudae ingår i släktet Parastygarctus och familjen Stygarctidae. Inga underarter finns listade i Catalogue of Life.